# Vyklizení
Vyklizení označuje opuštění nemovitosti, které bylo uloženo pravomocným rozhodnutím soudu, aby ji mohla nerušeně užívat oprávněná osoba, např. vlastník. Dojít k tomu pak může buď dobrovolně, nebo, pokud povinný takto uloženou povinnost včas nesplní a rozhodnutí je vykonatelné, i nuceně v rámci nařízené exekuce.

## Rozhodnutí o vyklizení
Povinnost nemovitost vyklidit lze uložit např. na základě tzv. žaloby na vyklizení podle § 1040 občanského zákoníku, jestliže však povinnému svědčí nájemní právo k dané nemovitosti, může v některých případech získat právo na bytovou náhradu nebo jen na přístřeší a pak musí k vyklizení dojít až do 15 dnů od zajištění takové náhrady nebo přístřeší. 

## Realizace vyklizení
Exekuční realizace vykonatelného rozsudku se provádí podle ustanovení § 340–344 občanského soudního řádu, kde se rozlišuje mezi vyklizením bez náhrady a vyklizením se zajištěním bytové náhrady nebo přístřeší. Pokud jde o vyklizení bez náhrady, soud exekuci nařídí a po právní moci nařízení bez dalšího provede, při vyklizení se zajištěním bytové náhrady nebo přístřeší ji také nařídí, ale provede ji až poté, co oprávněný prokáže, že taková náhrada nebo přístřeší bylo povinnému zajištěna. Před provedením exekuce vyklizením nicméně vždy povinného o realizaci nejméně pět dní předem vyrozumí a poskytne mu tak dostatečnou časovou lhůtu k případnému dobrovolnému splnění vyklizovací povinnosti.
Realizace samotná pak spočívá ve vykázání povinného a všech dalších osob, které se tam na základě jeho práva zdržují, a v odstranění všech jejich věcí. Ty se odevzdají povinnému nebo zletilým příslušníkům jeho domácnosti (v případě vyklizení se zajištěním bytové náhrady nebo přístřeší se přemístí do této bytové náhrady nebo přístřeší), pokud to není možné nebo pokud by bylo převzetí odmítnuto, sepíší se a odevzdají se do úschovy obci či jinému vhodnému schovateli. Jestliže si je povinný do půl roku nevyzvedne, prodají se v dražbě, nevydražené věci si může převzít jejich dosavadní schovatel nebo připadnou státu.